# Cycloramphus diringshofeni
Cycloramphus diringshofeni es una especie de ránidos de la familia Leptodactylidae.

## Distribución geográfica
Esta especie puede ser encontrada en Serra do Mar, en el estado de Santa Catarina, Brasil.

## Hábitat y ecología
Esta especie vive a nivel de suelo de la selva tropical. 

## Acciones de conservación
Necesidad de reubicar esta especie y evaluar su estado dada la falta de registros recientes. Debido a que otras especies de Cycloramphus han declinado por razones inexplicables, es urgente re descubrir poblaciones de esta especie.